# Chan Kooi Chye
Chan Kooi Chye (ur. 20 czerwca 1921 w Kuala Lumpur) – malajski strzelec, olimpijczyk. 
Brał udział w Letnich Igrzyskach Olimpijskich 1960 (Rzym). Startował w kwalifikacjach karabinu małokalibrowego leżąc, których jednak nie awansował do finału  (76. miejsce).

## Wyniki olimpijskie
| Igrzyska | Konkurencja                       | Wynik                     | Miejsce                                                | Źródło |
| -------- | --------------------------------- | ------------------------- | ------------------------------------------------------ | ------ |
| IO 1960  | Karabin małokalibrowy leżąc, 50 m | 370 punktów (91-92-95-92) | 76. miejsce w kwalifikacjach (nie awansował do finału) | [ 1 ]  |